# 프룬델 스튜어트

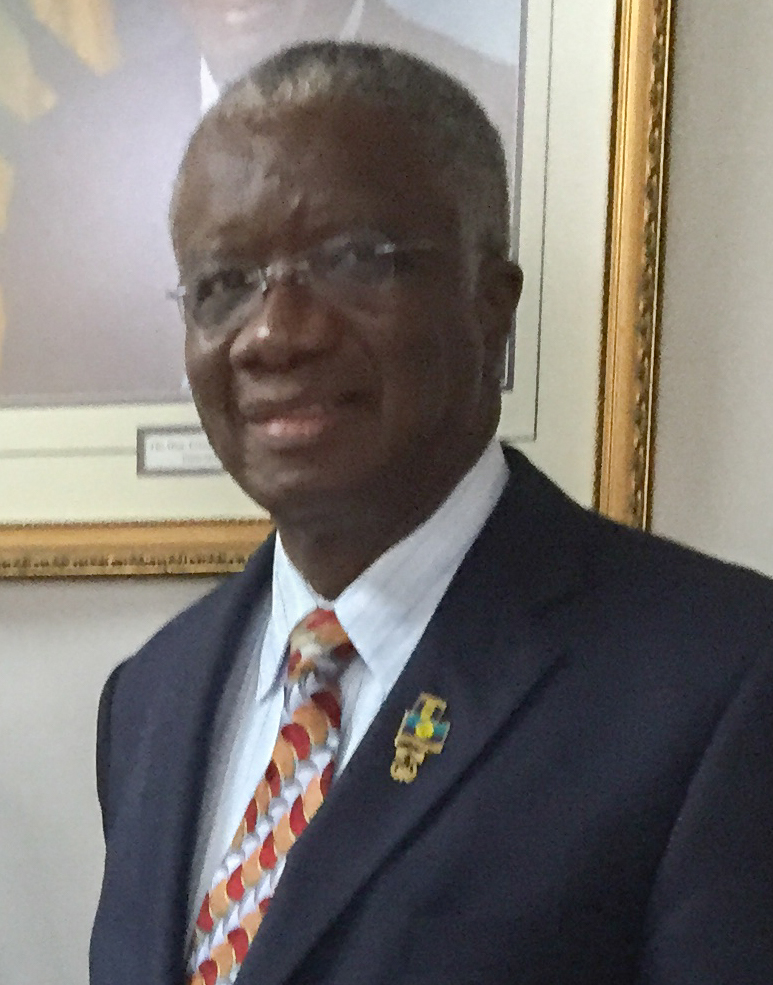
프룬델 스튜어트

프룬델 제럼 스튜어트(Freundel Jerome Stuart, 1951년 4월 27일 ~ )는 바베이도스의 제7대 총리이다. 소속 정당은 민주노동당 소속이다. 세인트필립구 출신으로, 서인도 제도 대학교에서 정치학과 법학을 전공했다.
2010년 10월 23일 전 총리 데이비드 톰프슨이 췌장암으로 사망하면서, 뒤를 이어 총리가 되었다. 총리로 재직하던 동안에는 바베이도스를 영국의 군주가 아닌 대통령을 국가원수로 하는 공화국으로 전환하겠다는 계획을 밝혔다.